# Nelsinho Baptista
Nelson Baptista Júnior, mais conhecido como Nelsinho Baptista (Campinas, 22 de julho de 1950), é um treinador e ex-futebolista brasileiro que atuava como lateral-direito. Atualmente está sem clube.

## Carreira como jogador
Iniciou a carreira em 1967, atuando na Ponte Preta como lateral-direito, mas foi no São Paulo que obteve o auge na sua carreira como jogador. 
Foi contratado pelo Santos no final de 1977, aos 27 anos, estreando em 6 de novembro, contra o Botafogo-SP. No ano seguinte, foi peça fundamental para a conquista do Campeonato Paulista de 1978. Ficou na Vila Belmiro até 1981, realizando sua última partida em 12 de abril, contra o São Paulo. Ao todos, fez 229 jogos e marcou 10 gols (3 de pênalti).
Também atuou no Juventus.

## Carreira como treinador
Iniciou a carreira no São Bento, em 1984. Passou pelo Mogi Mirim e Internacional de Limeira, antes de chegar à Ponte Preta, onde teve 3 vitórias, 9 empates e 9 derrotas, sendo rebaixado para a segunda divisão do estadual.
Como treinador, começou a ser conhecido ao levar o pequeno Novorizontino, um time do interior paulista, ao vice-campeonato estadual em 1990.
Nesse mesmo ano, assumiu o Corinthians. Em sua estreia, empate sem gols com o Vitória. Pelo clube, seria campeão brasileiro, título até então inédito para o clube do Parque São Jorge. Na temporada seguinte, ainda foi campeão da Supercopa do Brasil. Deixou a equipe na metade de 1991 e retornou depois, em 1992, sendo vice-campeão do Campeonato Paulista de 1993 e ganhou com o clube ainda o Campeonato Paulista de 1997. Entretanto, em 2007 seria o técnico no comando do time quando este foi rebaixado para a Série B.
No São Paulo, foi Campeão Paulista de 1998.
Assumiu o Goiás no Brasileirão de 2002, comandando a reação do time, que chegou na zona de rebaixamento.
Comandou o Santos em 2005, em 13 jogos, com 3 vitórias, 3 empates e 7 derrotas.
Em 2008, assumiu o Sport Club do Recife, foi campeão pernambucano por antecipação e conquistou a Copa do Brasil, passando por times como Palmeiras, Internacional, Vasco e, na final, Corinthians, na Ilha do Retiro, apesar de ter sido derrotado no primeiro jogo da final, em São Paulo, por 3 a 1.
Após uma briga com o meia Paulo Baier, Nelsinho se demitiu do Sport. Também foi acusado de chamar o atacante Ciro de "mulherzinha" num treino.
No dia 16 de julho, acertou seu retorno ao Japão, para treinar o Kashiwa Reysol, ganhando em anos consecutivos a segunda liga e a liga principal do Campeonato Japonês. Ganhou ainda a Copa do Imperador (2012), a Supercopa do Japão (2012), a Copa da Liga Japonesa (2013) e a Copa Suruga (2014).
Em agosto de 2013, após a partida em que o Kashiwa Reysol perdeu para o Kashima Antlers por 3 a 1, Nelsinho Baptista chegou a anunciar sua saída do clube, mas depois voltou atrás.
No final de 2017, ele voltou ao Brasil para mais uma vez treinar o Sport. Em 24 de abril de 2018 Nelsinho anunciou saída do Sport, após 18 partidas (oito vitórias, sete empates e três derrotas).
Em 2019, voltou ao Kashiwa Reysol, onde foi campeão da Segunda Divisão e devolveu o clube à elite do pais. Deixou o clube em maio de 2023.
Em 29 de maio de 2024 foi contratado pela Ponte Preta para comandar o clube na Série B.
Nelsinho Baptista deixou o comando técnico da Ponte Preta após a derrota para o Guarani por 1 a 0 no Dérbi 208, em 20 de outubro de 2024

## Títulos

### Como jogador
Ponte Preta
- Campeonato Paulista - Série A2: 1969

São Paulo
- Campeonato Paulista: 1975

Santos
- Campeonato Paulista: 1978

Juventus-SP
- Campeonato Brasileiro - Série B: 1983

### Como treinador
Atlético Paranaense
- Campeonato Paranaense: 1988

Corinthians
- Supercopa do Brasil: 1991
- Campeonato Brasileiro: 1990
- Campeonato Paulista: 1997

Verdy Kawasaki
- Campeonato Japonês (J-League): 1994 e 1995
- Copa da Liga Japonesa: 1994

Internacional
- Torneio Mercosul: 1996

São Paulo
- Campeonato Paulista: 1998

Goiás
- Campeonato Goiano: 2003

Sport
- Campeonato Pernambucano: 2008, 2009
- Copa do Brasil: 2008
- Taça Ariano Suassuna: 2018

Kashiwa Reysol
- Campeonato Japonês (J-League 2): 2010, 2019
- Campeonato Japonês (J-League): 2011
- Copa do Imperador : 2012
- Copa da Liga Japonesa: 2013
- Supercopa do Japão : 2012
- Copa Suruga Bank: 2014